# Bill Sharkey's Last Game
Bill Sharkey's Last Game è un cortometraggio muto del 1909 diretto da David W. Griffith. Prodotto e distribuito dalla Biograph Company, è un film western di circa una decina di minuti interpretato da Harry Carey, qui al suo debutto cinematografico.

## Produzione
Il film fu prodotto dalla Biograph Company.

## Distribuzione
Distribuito dalla Biograph Company, è un film western interpretato da Harry Carey.